# Fort d’Aubervilliers

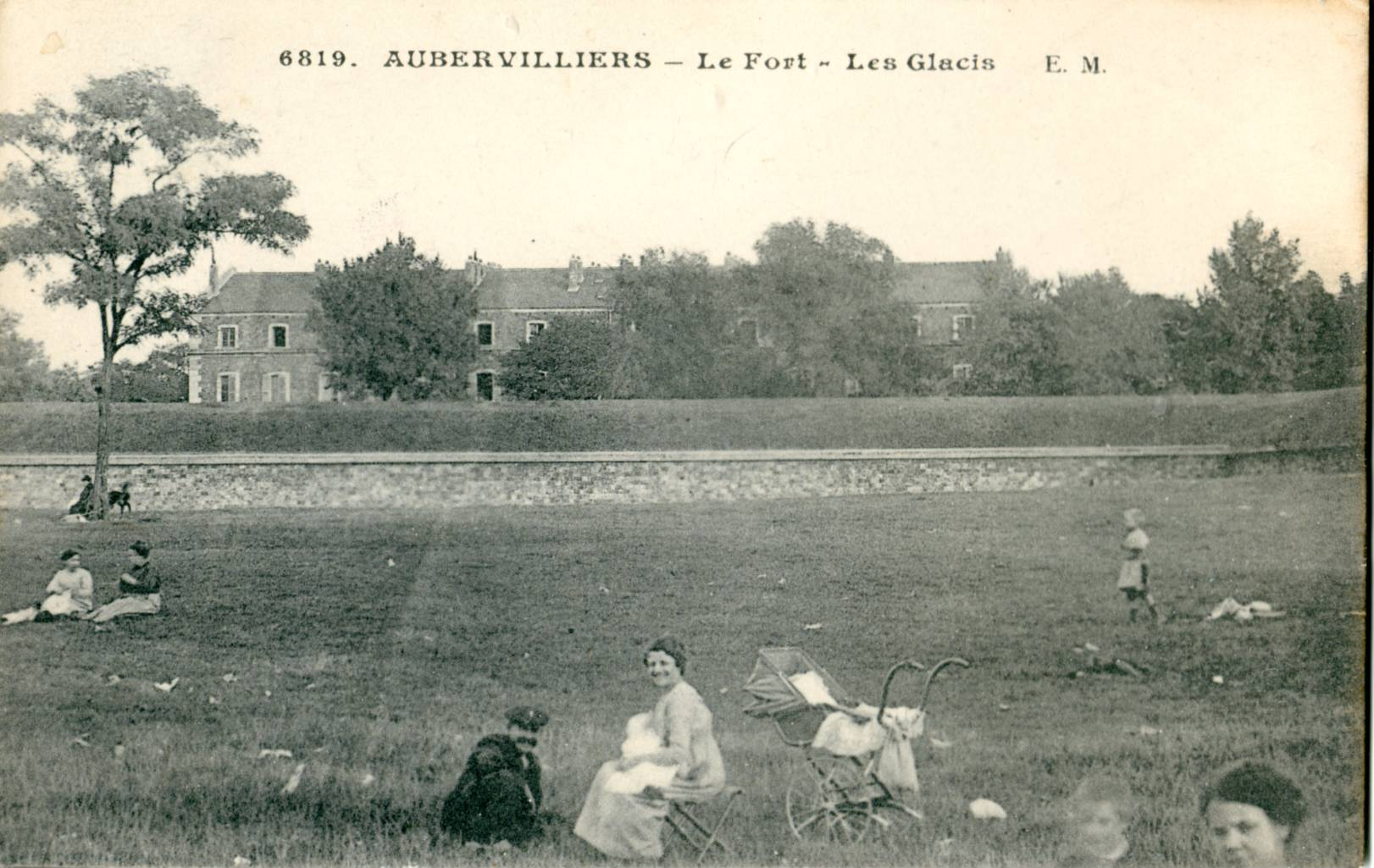
Fort d’Aubervilliers na karcie pocztowej z początku XX w.

Fort d’Aubervilliers (z fr. fort Aubervilliers) – dawna fortyfikacja Paryża, wzniesiona w 1843 w Aubervilliers, przy granicy z Pantin i Bobigny, w celu kontrolowania wjazdu do miasta drogą Route de Flandre (obecnie droga krajowa nr 2). Fort należy do umocnień, które wzniesiono z inicjatywy Adolfa Thiersa aby zapewnić ochronę stolicy, a także powstrzymywać ewentualne rebelie.